# Plebeia moureana
Plebeia moureana là một loài Hymenoptera trong họ Apidae. Loài này được Ayala mô tả khoa học năm 1999.